# SNCB 22 sorozat
Az SNCB 22 sorozat egy belga 3000 V egyenáramú, Bo'Bo' tengelyelrendezésű villamosmozdony-sorozat. Az SNCB üzemeltette. Összesen 50 db készült belőle 1953 és 1954 között.
A sorozat selejtezése 2002-ben kezdődött és egészen 2009-ig tartott.